# Withernwick
Withernwick – wieś w Anglii, w hrabstwie East Riding of Yorkshire. Leży 16 km na północny wschód od miasta Hull i 260 km na północ od Londynu. W 2001 miejscowość liczyła 474 mieszkańców.